# Соседкова
Соседкова — деревня в Пригородном районе Свердловской области России. Входит в муниципальный округ Горноуральский, управляется Краснопольской территориальной администрацией.
Ранее деревня входила в состав Краснопольского сельсовета Пригородного района.

## Географическое положение
Деревня Соседкова расположена преимущественно на левом берегу реки Вилюй, в 35 километрах к юго-востоку от Нижнего Тагила, к северо-востоку и северо-западу от более крупных населённых пунктов — посёлка Первомайского и села Краснополье соответственно.

## Население
| 2002 | 2010 | 2021 |
| ---- | ---- | ---- |
| 1    | ↗24  | ↘21  |